# Артхаусная игра
Артхаусная игра (англ. art game, art house game) — результат работы интерактивного компьютерного программного медиаискусства, поджанр компьютерных игр и относится к категории серьёзных компьютерных игр. Термин «артхаусная игра» был впервые использован в научной среде в 2002 году, и это приняли как описание компьютерной игры, предназначенной для того, чтобы подчеркнуть искусство, или игры, рассчитанной на определённую реакцию своей аудитории. Артхаусные игры являются интерактивными (обычно конкурирующие с компьютером, самим играющим или другими игроками). Разработчики этих игр нередко прибегают к намеренным отличиям от конкурирующей продукции, чтобы подчеркнуть в игре нетрадиционный вид, часто выделяющийся за счёт эстетической красоты или сложности художественного дизайна.
Концепция была расширена некоторыми искусствоведами в области «модифицированных» игр, когда были внесены существенные изменения в более ранние игры, не связанные с большим искусством. Целью было создание графических результатов, имеющих целью визуальный результат, в отличие от модификаций, в которых упор делается на сценарии и повествовании игр. Модифицированные игры, созданные для подобных художественных целей, иногда именуются «художественными видеоиграми».
Художественные игры нередко считаются средством демонстрации видеоигр как произведения искусства.

## Описание
Определение артхаусной игры (в оригинале — art game) было впервые предложено профессором Тиффани Холмс из Школы Чикагского института искусств в статье 2003 года Arcade Classics Span Art? Current Trends in the Art Game Genre для конференции Melbourne DAC. Холмс определила артхаусную игру как «интерактивное произведение, обычно юмористическое, созданную художником, который выполнил одно или несколько из следующих действий:
- бросил вызов культурным стереотипам;
- выступил с содержательной социальной или исторической критикой;
- рассказал историю новым способом.»

В статье указывалось, что художественная игра должна содержать как минимум два из следующих элементов:
- определенный способ победить или достичь успеха в интеллектуальном соревновании;
- прохождение нескольких уровней (необязательно выстроенных в иерархическом порядке)
- центральный персонаж или символ, представляющий игрока.

Это определение было уточнено Ребеккой Кэннон в октябре 2003 года, которая подчеркнула соревновательную, целеполагающую природу жанра и определила артхаусную игру как «являющуюся полноценной, (до некоторой степени) играбельной игрой. Артхаусные игры всегда интерактивны — и эта интерактивность основана на необходимости соревнования. […] Арт-игры используют игровой формат прежде всего как новый способ структурирования нарратива, культурной критики». В статье 2015 года колумбийский теоретик видеоигр Карлос Диас подчеркнул важность «опыта рефлексии» как неотъемлемого аспекта артхаусной игры. Этот опыт может относиться к различным культурным направлениям, но он выходит за пределы среды и ее структуры.
В рамках жанра артхаусной игры было предложены дополнительные подразделения на поджанры. В своей статье 2003 года Холмс определила два распространенных типа артхаусных игр: «феминистская артхаусная игра» (артхаусная игра, которая вызывает размышления о поле и гендерных стереотипах) и «артхаусная игра в стиле ретро» (артхаусная игра, которая использует низкое разрешение графики, имеет академическое или теоретическое содержание и творчески обыгрывает формат классической аркады для поддержки концептуальной творческой повестки дня). В 2005 году теоретик искусства Пиппа Сталкер дала широкое определение артхаусной игре: «видеоигра, обычно на PC, а не на приставке, которая обычно, но не исключительно, исследует социальные или политические проблемы посредством видеоигр». Она предложила две разные схемы категоризации для дальнейшего подразделения жанра по теме и типу. В подразделение по темам Сталкер включила «игры эстетического искусства», включая «игры, в которых используется игровая среда для выражения художественной цели», и «политические» или «основанные на актуальных событиях игры», в которых «имеется некоторые рода скрытый мотив, отличный от эстетики», основа которого заключается в «использовании средств компьютерных игр для привлечения внимания общественности или, по крайней мере, мира искусства, для получения поддержки или понимания». В подразделение по типу Сталкер включила «артхаусную модификацию», «артхаусную игру с физической манифестацией» (игрок физически вовлечен в игру, часто испытывает физические последствия своих действий, например, боль), «машинима» и «3D-игра в реальном времени» (артхаусная игра, аналогичная полноценной коммерческой игре, как в технической, так и в коммерческой части). Признание артхаусных модов и машинима как форм артхаусной игры вступает в противоречие с определением Кэннона, который утверждает неинтерактивный и неконкурентный характер этих форм.
Существуют отличия артхаусной игры от традиционных жанров видеоигр (таких как платформер или шутер от первого лица) в способе их описания. Вместо того, чтобы рассказывать об внешних проявлениях игры, описания артхаусных игр сосредотачиваются на художественном замысле, а также на реализации игрового процесса. Например, Fallout 3, выпущенный Bethesda в 2008 году, считается ролевой игрой с элементами шутера от первого лица, но одновременно может иметь элементы, соответствующие артхаусным играм: в игровой процесс введён моральный выбор игрока с единственной целью провоцировать эмоции или мысли. Другими примерами современных игр, которые также имеют характеристики артхаусных — Braid и Undertale. Подобные игры не обязательно создаются или продаются как «артхаусные игры», но все же достигают творческих целей, выходящих за рамки традиционных границ. Возможности и ограничения формы всё больше раскрываются по мере развития индустрии видеоигр, что привело к росту популярности элементов артхаусной игры. Жанр артхаусной игры может рассматриваться как средство довести форму до концептуального предела.
Уже с момента разработки ранних определений артхаусной игры теоретики искусства подчеркивали роль художественного замысла (автора или куратора), и как в мире искусства, так и в мире видеоигр появились новые определения, в которых проводится четкое различие между «артхаусной игрой» и её предшественником — «искусством видеоигр». В основе лежит пересечение между искусством и видеоигрой. Артхаусную игру трудно отличить от часто неинтерактивного произведения искусства видеоигр, и в то же время отделить от концепции видеоигр как формы искусства (независимо от художественного замысла). Поэтому в качестве принципа признания игры артхаусной используется тот же принцип, что используется для различения артхаусного фильма и обычного фильма. В марте 2014 года ACM SIGGRAPH открыла онлайн-выставку «Эстетика игрового процесса» (англ. The Aesthetics of Gameplay), на которой были представлены 45 инди-игр, предварительно отобранных из многочисленных заявок, где механика игрового процесса, в частности, основана на визуальном и звуковом оформлении. Грег Гарви, куратор этой выставки, сравнил это с концепцией гезамткунстверк — произведением, пытающимся охватить многие формы искусства, хотя, как замечает Гарви, слияние игрового процесса с эстетикой выводит эти игры гораздо дальше пределов этой концепции.

## История

### Истоки и артхаусные игры первой волны
Жанр артхаусных игр возник на стыке коммерческой культуры (особенно коммерческих видеоигр) и современного цифрового искусства. В поисках истоков жанра теоретики искусства, в том числе Тиффани Холмс и Грег Костикян, обнаружили его первые признаки ещё в дадаизме и совместных играх-рисунках художников-сюрреалистов 1920-х годов. Другие исследователи обозначили ещё более широкие связи, найдя элементы артхаусных игр в литературных играх, изобретенных в XIX и XX веках. Рассматривая игру как творческое средство, эти более ранние направления искусства определили концепцию игры как форму, пригодную для создания произведений искусства — нечто большее, чем простое развлечение.
На конференции по истории игр в Атланте профессор Селия Пирс отметила, что со времён движения флюксус 1960-х годов и произведений Марселя Дюшана процедурность заняла центральное место в определённых видах искусства. Творчески мотивированное наложение строгих правил создания художественного произведения (в данном случае ограничение автора форматом или средой видеоигры) привело к соприкосновению видеоигр и искусства, в результате чего появились первых настоящие артхаусные игры. Хотя ранние игровые программы, не требовавшие вмешательства человека, например, «Жизнь» (1970) Джона Конвея, стали основополагающими для более поздних арт-игр, Пирс идентифицирует в качестве самых ранних произведений жанра небольшое число программ начала 1980-х годов, включая Alien Garden (1982) Берни Дековен и Джарона Ланье (1982), Warpitout (1982) Джейн Видер, Moondust (1983) Джарона Ланье, LORNA (1983) и Deep Contact (1984) Линн Хершман Лисон. Вслед за короткой первой волной наступило затишье до конца 1990-х годов.
Видеоигры впервые были показаны в художественном музее в 1980-х годах на ретроспективных выставках, таких как ARTcade (1983) Галереи искусств Коркоран и Hot Circuits: A Video Arcade (1989) Музея движущегося изображения. Однако, как и в случае с производством артхаусных игра, заметное распространение они получили в конце 1990-х и начале 2000-х годов. Такие выставки как Beyond Interface (1998) в Центре искусств Уокера, онлайн-выставки Synreal (1998) и Cracking the Maze — Game Plug-Ins as Hacker Art (1999), RELOAD (1999) в shift e.V., Shift-Ctrl (2000) в Центре Билла Калифорнийского университета в Ирвайне и ряд других в 2001 году популяризировали новую художественную концепцию. В начале 2000-х годов артхаусные игры или игры со значительным преобладанием артхаусных элементов были проведены в Массачусетском музее современного искусства — GameShow (2001), в Музее современного искусства Сан-Франциско — 010101: Art in Technological Times (2001), Музее американского искусства Уитни — Bitstreams (2001) и нью-йоркском Музее движущегося изображения — <ALT> Digital Media (2003).

### «Игры художников»
Основываясь на традиции «Движения новых игр» 1970-х годов, которое предлагало рассматривать игру как форму перформанса, появились такие гибриды перформанс-арта и артхаусных игр как Pac Manhattan Фрэнка Лэнтца, Can You See Me Now? арт-группы Blast Theory, Painstation (2001), Go Fish (2001) и Vagamundo (2002). Бурно прогрессирующее направление искусства видеоигр напрямую способствовало развитию и артхаусных игр, особенно созданию артхаус-модификаций. Искусствовед Ребекка Кэннон указывает в качестве самого раннего примера осознанного создания модификации как искусства мод IUEOUNN Six Features, созданный Иимуро Такахикой с помощью графической системы Sony «System G», хотя трансгрессивные возможности модов, таких как Castle Smurfenstein (1983), признавались ещё во время первой волны артхаусных игр. Онлайн-сообщества художников, в том числе Jodi.org и австралийский SelectParks, вскоре начали выпуск художественных игр в студии, переделывая старые игры с помощью интерактивных художественных модов.
Модификации стали одним из основных инструментов для создания артхаусных игр, ставивших целью сделать какое-либо заявление. Авторы добавляли женских персонажей в традиционно ориентированную на мужчин игру или заставляли аудиторию пересматривать знакомые работы в ином свете. Таким образом, ранняя история артхаусных игр оказалась тесно связана с историей коммерческих видеоигр и созданием игровых конвенций, а значимые события в истории видеоигр имели соответствующее отражение в истории артхаусных игр. Это верно как в отношении уровня технического прогресса, обеспечивавшего основу артхаусных игр, так и в отношении культурных ориентиров, которыми становились классические аркадные игры и блокбастеры 1990-х годов, таких как Doom и Myst, становившиеся предметами отсылок в артхаусных играх. Артхаусные игры такого рода получили у теоретиков название «игр художников» (англ. artist games) — то есть созданных не умевшими программировать современными художниками, а не представителями игровой индустрии. «Игры художников», производимые с меньшим бюджетом и с меньшими техническими (программистскими) знаниями, чем арт-игры, созданные силами игровой индустрии, часто более ясно демонстрируют художественные амбиции и обычно занимают «серую область между модификацией и оригинальной игрой», поскольку часто основаны на классических аркадных играх 1980-х годов. Ранние примеры таких игр являются Trigger Happy (1998) Томпсона и Крэйгхеда, Font Asteroids (1999) группы Esc to Begin и The Intruder" (1999) Натали Букчин.
В 2000-х годах видеоигры становились все более привычным видом мультимедиа. Благодаря этому видеоигры, в которых акцент смещался на игровую составляющую (серьезные игры, программы-игрушки и артхаусные игры) также стали производиться более массово. Это, в свою очередь, привело к признанию игры как средства выражения идей, а не только развлечения. Термин «артхаусная игра» (англ. art game) впервые был использован в научной среде профессором Тиффани Холмс в статье 2002 года Art games and Breakout: New media meets the American arcade. Холмс представил эту статью на конференции по компьютерным играм и цифровым культурам в Тампере (Финляндия) и на Siggraph 2002, а затем подготовила расширенную версию с определением термина для конференции Melbourne DAC в 2003 году. Дальнейшие уточнения определения были сделаны Ребеккой Кэннон в статье 2003 года Introduction to Artistic Computer Game Modification.

### Артхаусные инди-игры
С начала и до середины 2000-х годов такие игры как Samorost (2003) и The Endless Forest (2005) показали близкое сходство между артхаусными и инди-играми. Это сближение арт-игр и инди-игр привлекло внимание к культуре видеоигр и вызвало крупную дискуссию, можно ли рассматривать видеоигры как произведения искусства, и как реакцию — предложение отказаться от использования термина «артхаусная игра». Обсуждение, в свою очередь, привело к ретроспективному переопределению многочисленных старых коммерческих видеоигр в качестве артхаусных. Рост производства инди-игр в конце 2000-х годов (особенно в 2008 и в последующие годы) привёл к появлению известных разработчики инди-игр, таких как Дженова Чэнь, Molleindustria, Джейсон Нельсон, Джейсон Рорер и Tale of Tales, в результате менее распространёнными стали «игры художников».
Дискуссии о коммерческой жизнеспособности артхаусных игр привели к предположениям о том, что индустрия коммерческих видеоигр может финансировать разработку «престижных игр» (игр, которые вряд ли будут коммерчески успешными, но художественная ценность которых станет важна для развития индустрии). Эти соображения, как правило, считаются преждевременными, поскольку понятие «престиж» еще не утвердилось как среди издателей, так и среди разработчиков игр. Издатели, как правило, не хотят финансировать коммерчески рискованные проекты, имеющие высокие концепции, так же как крупные киностудии не желают создавать артхаусные фильмы, которые могут повысить их престиж (хотя часто имеют подразделение для их производства). Необходимость адекватного финансирования для производства высококачественных артхаусных игр была признана такими авторами, как Флорент Делойсон и Марк Эссен, которые в 2011 году присоединились к дизайнерским игровым студиям, где меценаты могут заказать артхаусную игру в качестве предмета роскоши.

## Критика термина «артхаусная игра»
Наряду с растущим использованием термина «артхаусная игра» многие представители культуры видеоигр негативно отреагировали на его применение. Критики отмечают, что этот термин служит отрицательным маркером для определенной части игроков, которые отвергают идею, что игры могут быть произведениями искусства, и приравнивают «артхаусные игры» к элитарным играм. Подобное отношение вынудило некоторых разработчиков игр отказаться от использования термина для описания своих проектов, заменив его такими термином, как «не-игра» (англ. not-game, un-game), или просто отказавшись от какой-либо категоризации. Общие аргументы критиков сводятся к следующим:
- Представители игрового сообщества считают, что описание игры как артхаусной означает претенциозность, а не развлечение[31][32].
- Те, кто играет и наслаждается артхаусными играми (так называемыми «арт-геймеры»), являются снобами, и им не нужно подражать[33].
- Термин «артхаусная игра» без необходимости вводит различие между высоким искусством и массовой культурой видеоигр, где его ранее никогда не было[34].
- Термин «артхаусная игра» является слишком широким и неправильно используется как синоним «инди-игры», тем самым неправильно привлекая концепцию инноваций, хотя инновация сама по себе не является искусством[35][36].
- Термин «артхаусная игра» подразумевает исключительную претензию на искусство в среде видеоигр и превосходство артхаусных игр над другими формами.
- То, что сегодня обозначается как «артхаусная игра», не имеет формальных свойств, чтобы вообще назвать это игрой[37] или искусством[38].